# Aedes scapularis
Aedes scapularis är en tvåvingeart som först beskrevs av Camillo Rondani 1848.  Aedes scapularis ingår i släktet Aedes och familjen stickmyggor. Inga underarter finns listade i Catalogue of Life.